# Dürnstein
Dürnstein è un comune austriaco di 869 abitanti nel distretto di Krems-Land, in Bassa Austria; ha lo status di città (Stadtgemeinde). Nel 1971 ha inglobato il comune soppresso di Loiben.